# Васильєвка (Юргинський округ)
Васи́льєвка (рос. Васильєвка) — селище у складі Юргинського округу Кемеровської області, Росія.

## Населення
Населення — 88 осіб (2010; 119 у 2002).
Національний склад (станом на 2002 рік):
- росіяни — 96 %